# Enrique Erik Yturriaga
Enrique Erik Yturriaga Saldanha (Monrovia, Liberia, 5 de diciembre de 1965) es un diplomático español. Es el Embajador de España en Ecuador (desde 2024).

## Carrera diplomática
Nacido en Monrovia, la capital de Liberia en 1965. Tras licenciarse en Derecho en la Universidad Complutense de Madrid, completó su formación académica con un DEA de Derecho Comunitario en el Institut des Hautes Études Européennes (IHEE) de la Universidad Robert Schuman de Estrasburgo.  ingresó en la Escuela Diplomática (1993).
Ha estado destinado en las Embajadas de España en Bucarest (1996-1998), la Representación Permanente de España ante Naciones Unidas y demás Organizaciones Internacionales en Ginebra (1998-2003) —donde fue subdirector general de Organizaciones Internacionales Técnicas y formó parte de la Unidad de Coordinación de la Participación de España en el Consejo de Seguridad—, Oslo (2008), y Buenos Aires (2008-2013).
En el Ministerio de Asuntos Exteriores ha ocupado diversos cargos: subdirector general para los Países del Mercosur y Organismos Multilaterales Iberoamericanos (2013-2022), y director general para Iberoamérica y el Caribe (2022-2024).
Es el embajador de España en Ecuador (desde 2024).